# Raúl Parra
Raúl Parra Artal (Zaragoza, 26 de noviembre de 1999) es un futbolista español que juega como defensa en el G. D. Estoril Praia de la Primeira Liga.

## Trayectoria
Empezó su carrera en un equipo de fútbol base zaragozano, el EM El Olivar, para firmar en 2018 por el R. C.D. Mallorca "B", con quien disputó varios partidos aunque primero lo cedió esa misma temporada al C. D. La Almunia El 31 de agosto de 2020, tras disputar otra temporada con el equipo mallorquín, abandonó el club y se oficializa su incorporación al C. D. Guijuelo para disputar la extinta Segunda División B.
Tras finalizar la temporada, se incorporó al Cádiz C. F. "B" para jugar en la cuarta categoría nacional. Se convirtió en un habitual del filial cadista hasta que el 16 de diciembre de 2021 debutó con el primer equipo, partiendo como titular en una victoria por 0-1 frente al Albacete Balompié en Copa del Rey. Disputó tres rondas más de esta competición, así como dos partidos en la Primera División, y para la campaña 2022-23 fue cedido al C. D. Mirandés para que compitiera en la categoría de plata del fútbol español. Durante el primer tramo de la misma participó en 20 partidos y el 26 de diciembre ambos clubes acordaron poner fin a la cesión y su vuelta a Cádiz. Allí permaneció hasta agosto de 2023, momento en el que fue traspasado al G. D. Estoril Praia. Su etapa en Portugal duró una única temporada y la siguiente fue cedido al Al Minaa S. C. iraquí y al C. D. Eldense.

## Clubes
Actualizado al último partido disputado en la temporada 2024-25.
| Club                      | País     | Año       | Partidos | Goles |
| ------------------------- | -------- | --------- | -------- | ----- |
| C. D. La Almunia (cesión) | España   | 2018      | 22       | 6     |
| R. C. D. Mallorca "B"     | España   | 2018-2020 | 43       | 1     |
| C. D. Guijuelo            | España   | 2020-2021 | 21       | 0     |
| Cádiz C. F. "B"           | España   | 2021-2022 | 27       | 4     |
| Cádiz C. F.               | España   | 2021-2022 | 6        | 0     |
| C. D. Mirandés (cesión)   | España   | 2022      | 20       | 0     |
| Cádiz C. F.               | España   | 2023      | 6        | 0     |
| G. D. Estoril Praia       | Portugal | 2023-2024 | 16       | 1     |
| Al Minaa S. C. (cesión)   | Irak     | 2024      | 8        | 0     |
| C. D. Eldense (cesión)    | España   | 2025      | 12       | 0     |